# 崖底街道
崖底街道，是中华人民共和国河南省三門峽市湖滨区下辖的一个乡镇级行政单位。

## 行政区划
崖底街道下辖以下地区：
崖底村、东贺家庄村、西贺家庄村、陈宋坡村、岗上村、家王庄村、师家渠村、梁家渠村、斜桥村和韩庄村。